# Hans Räber
Hans Räber (* 7. April 1918; † 9. Juni 2008) war ein Schweizer Kynologe und Sachbuchautor.

## Leben
Studienaufenthalte bei Heini Hediger im Zoo Basel und bei Nikolaas Tinbergen in Leiden/NL. Von 1955 bis 1990 war er als Redaktor für die Verbandszeitschrift Schweizer Hundesport tätig, dazu Stammbuchführer, Mitglied der FCI-Standardkommission, Schaurichter und erfolgreicher Hundezüchter (über 130 Würfe in seinem Zwinger Barbanera). Er ist als Autor vieler kynologischer Fachartikel in in- und ausländischen Zeitschriften und als Buchautor international bekannt. 1975 erhielt er die Ehrendoktorwürde der Universität Bern für sein kynologisches Lebenswerk.

## Werke
- Brevier neuzeitlicher Hundezucht (= Bücherei des Hundefreundes. Band 3). 5. Auflage. Haupt, Bern 1995, ISBN 978-3-258-04974-8.
- Enzyklopädie der Jagdhunde. Kosmos, Stuttgart 2007, ISBN 978-3-440-10910-6 (520 Seiten).
- Enzyklopädie der Rassehunde. 2 Bände, Kosmos, Stuttgart (unv. Nachdruck) 2005, ISBN 978-3-440-08235-5.
- Der Kettenhund. 1991.
- Mit Hunden leben. Hunde – viel geliebt, oft geschmäht (= Bücherei des Hundefreundes. Band 7). Haupt, Bern 1980.
- Schnauzer (Kynos kleine Hundebibliothek), Kynos-Verlag, Mürlenbach 1996, ISBN 978-3-929545-37-1.
- Schnauzer-Pinscher (= Das Rasse-Portrait. Band 1). Kynos-Verlag, Mürlenbach 1987, ISBN 978-3-924008-29-1.
- Die Schweizer Hunderassen. Müller, Rüschlikon 1971.
- Vom Wolf zum Rassehund. Kynos-Verlag, Mürlenbach 1999.